# Balkanhalbinsel
Koordinaten: 44° N, 23° O

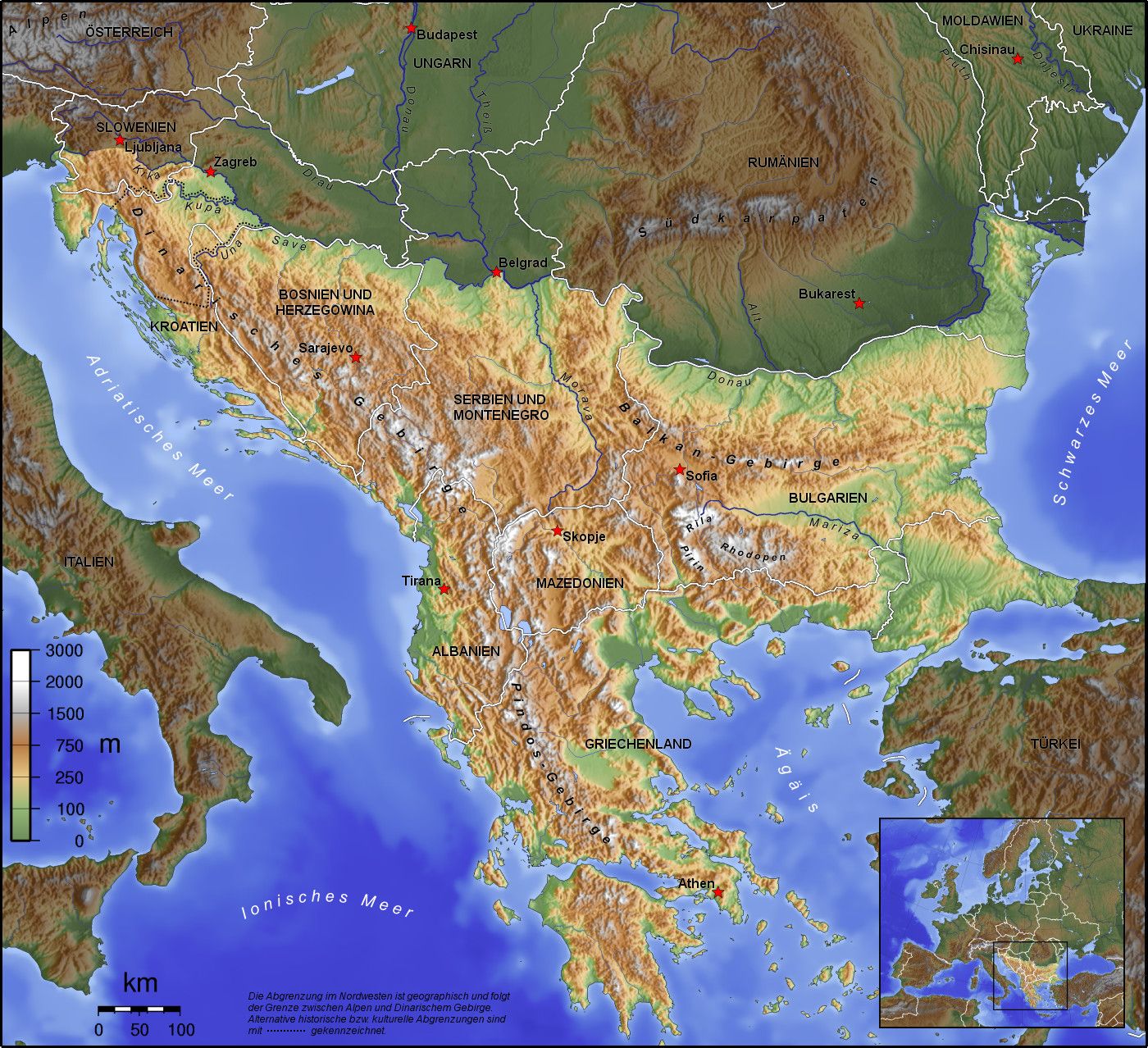
Eine Definition der Balkanhalbinsel weitgehend nach Jovan Cvijić mit der Nordwestabgrenzung Isonzo-Vipava-Postojna-Krka-Save, also der Grenze zwischen Alpen und Dinarischem Gebirge.

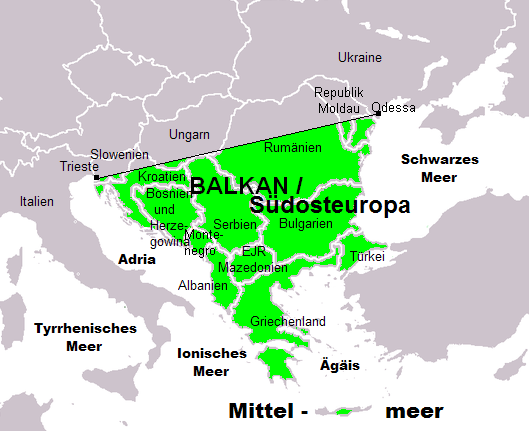
Eine alternative Abgrenzung des Balkans bildet die Triest-Odessa-Linie.

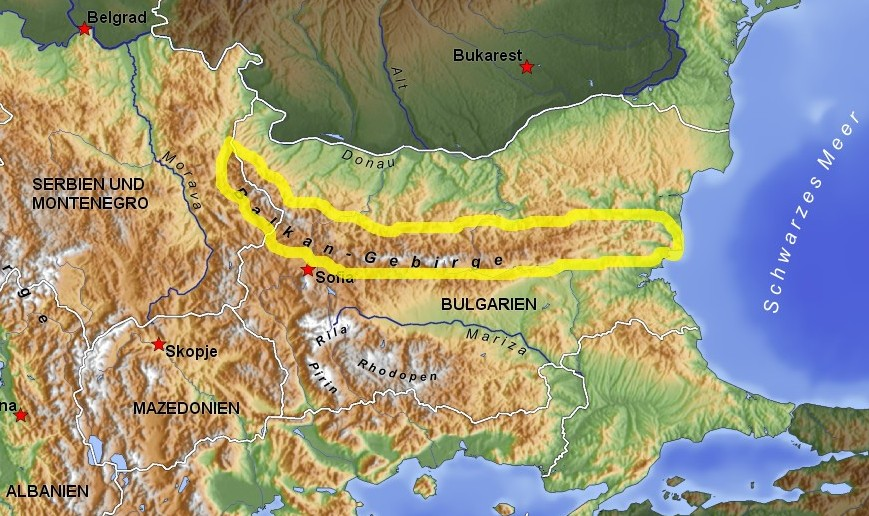
Das Balkangebirge in Bulgarien, von dem die Bezeichnung „Balkan“ abgeleitet ist.

Die Balkanhalbinsel (auch kurz Balkan, oft synonym mit Südosteuropa verwendet) ist eine geographisch nicht eindeutig definierte Halbinsel im Südosten Europas. Sie ragt in das Mittelmeer und ist nach dem Balkangebirge benannt. Der größte Staat auf der Halbinsel ist Griechenland, gefolgt von Bulgarien (in dem sich der Großteil des Balkangebirges befindet), Serbien, Bosnien und Herzegowina, Albanien, Nordmazedonien, Montenegro und dem Kosovo.
Die Staatsgebiete von Serbien, Kroatien, Rumänien, Slowenien und der Türkei, die durch ihre thrakischen Provinzen Anteil am Balkan hat, reichen über die klassischen Grenzen der Balkanhalbinsel hinaus.
Dieser Teil Europas ist kulturell und sprachlich stark gegliedert. Im Kern umfasst der Begriff „Balkan“ diejenigen europäischen Staaten, die von der Zugehörigkeit zu Byzanz und später zum Osmanischen Reich geprägt wurden.
Ungeachtet der Herleitung des geographischen Namens sind das dominierende Gebirge des Balkans die Dinariden im westlichen Teil der Halbinsel; ihr höchster Gipfel Jezerca (2694 m) liegt in Albanien. Die höchste Erhebung des Balkans ist der Gipfel Musala (2925 m) im Rila-Gebirge. Das Balkangebirge erreicht 2376 m maximale Gipfelhöhe.

## Etymologie
Der Begriff „Balkan“ stammt möglicherweise von den Protobulgaren, welche damit dieses Gebiet als Teil des Ersten Bulgarischen Reiches bezeichneten. Auf Bulgarisch wird das Wort балкан umgangssprachlich für Gebirge verwendet. Vermutlich lässt es sich auf die persischen Worte bālkāneh oder bālākhāna mit der Bedeutung „hoch, oben“ oder „hochgelegenes Haus“ zurückführen.
Der Name „Balkan“ wurde während der osmanischen Herrschaft in die türkische Sprache übernommen. Die Bedeutungen auf Türkisch sind gemäß dem Institut für die türkische Sprache verschieden und das Wort kann unter anderem folgendes bezeichnen: „eine steile Gebirgskette“, „Gebiet(e) mit vielen Bäumen, Sträuchern und Büschen“, „Berg(e) mit vielen Wäldern“. Ferner kann es auch „Gebiete mit (weiten, flachen) (Hoch-)Tälern“ oder „Schlamm, der sich durch Schneeschmelze, Tauwetter und Regen bildet“ bedeuten.
Ferner gibt es auch heute noch im turksprachigen Turkmenistan verschiedene Orte mit dem Bestandteil „Balkan“ im Namen, so den Großen Balkan (turkmenisch Uly Balkan, dt. „Gebirgskette“), die turkmenische Provinz Balkan welaýaty und deren Hauptstadt Balkanabat. Der Begriff „Balkan“ oder „Balkanhalbinsel“ wurde auch in folgende Sprachen übernommen, von denen die meisten eben zu diesem Gebiet gehören:
- albanisch: Gadishulli Ballkanik oder Siujdhesa e Ballkanit
- bosnisch: Balkansko poluostrvo oder Balkanski poluotok
- bulgarisch: Балкански полуостров (Balkanski poluostrov)
- mazedonisch: Балкански Полуостров (Balkanski Poluostrov)
- kroatisch: Balkanski poluotok
- griechisch: Βαλκανική χερσόνησος (Valkanikí chersónisos)
- italienisch: Penisola balcanica
- rumänisch: Peninsula Balcanică
- serbisch: Балканско полуострво (Balkansko poluostrvo)
- slowenisch: Balkanski polotok
- türkisch: Balkan Yarımadası
- ungarisch: Balkán-félsziget
- venetisch: Penìxoła balcànega

Der türkische Begriff Balkanlar (Plural von „Balkan“) bezeichnet heute die „Region, die (die Gebiete) Kroatien, Serbien, Montenegro, Kosovo, Slowenien, Albanien, Nordmazedonien, Bosnien und Herzegowina, Bulgarien, Rumänien, Griechenland und Thrakien umfasst“. Auch heute noch bezeichnet der Name Balkanlar in der Türkei oder türkischen Sprache die Regionen, welche ebendiese Länder beinhalten.

„Balkanlar, beşe belki altıya, kaç halk sahip çıkarsa o kadara bölünecek.“

„Der Balkan wird auf fünf oder vielleicht auch auf sechs (Teile), so viele, wie Völker darauf Anspruch erheben, aufgeteilt werden.“

In größerem Umfang erschien die Bezeichnung Balkan erst ab der Mitte des 19. Jahrhunderts in wissenschaftlichen Publikationen. Früheste Auslöser waren zwei Publikationen aus den Jahren 1808 und 1831. Erstere stammte von dem deutschen Geographen Johann August Zeune, der von der „Balkanhalbinsel“ schrieb, letztere von dem britischen Major George Thomas Keppel, der 1831 sein Narrative of a Journey across the Balcan publizierte.

## Balkanhalbinsel als Region

### Der „Balkanhalbinsel“-Begriff
Die Bezeichnung „Balkanhalbinsel“ wurde 1808 vom Geographen Johann August Zeune geprägt. Er übernahm die Vorstellung antiker Geographen, dass sich das Balkangebirge über den gesamten südosteuropäischen Raum von den slowenischen Alpen bis zum Schwarzen Meer erstrecke und eine ähnlich prägende Bedeutung für den Gesamtraum habe wie der Apennin für die Italienische Halbinsel. Dies stellte sich jedoch als falsch heraus. Nachdem die Unhaltbarkeit dieser Annahme erkannt worden war, stießen die Begriffe „Balkanhalbinsel“ oder „Hämus-Halbinsel“ auf zunehmende Kritik. Im Jahr 1861 unternahm Johann Georg von Hahn den Versuch, den von Johann August Zeune 1808 etablierten Begriff „Balkanhalbinsel“ durch „südosteuropäische Halbinsel“ zu ersetzen, um eine formal korrektere Bezeichnung zu verwenden – was ihm letztlich nicht gelang.

### Balkanländer
Der Begriff Balkanländer benennt summarisch mehrere Länder, deren Gemeinsamkeit darin besteht, dass ihre heutigen Territorien jahrhundertelang im Spannungsfeld zwischen Österreich, Russland und dem Osmanischen Reich lagen. Die dadurch bedingten häufigen Gebietsveränderungen und Umsiedlungen oder Vertreibungen ließen den Staat als Repräsentanten wechselnder Fremdherrscher erscheinen, der keine Loyalität erwarten durfte.
In den südosteuropäischen Staaten Rumänien, Bulgarien, Griechenland, Albanien, Kosovo, Nordmazedonien, Serbien, Montenegro, Kroatien, Bosnien und Herzegowina und Slowenien wohnen zusammen fast 66 Millionen Menschen (Fischer Weltalmanach 2010). Hinzu kommen acht bis zehn Millionen Einwohner des europäischen Teils der Türkei, insgesamt leben also etwa 75 Millionen Menschen auf der Balkanhalbinsel.

### Der „Balkan“-Begriff
Der Begriff „Balkan“ wird in Westeuropa im Hinblick auf Konnotationen wie Zersplitterung, Konfliktträchtigkeit („Pulverfass Europas“), Rückständigkeit, Korruption und übermäßige Emotionalität oft abwertend gebraucht. Metternich meinte, der Balkan beginne schon am Rennweg in Wien-Landstraße. Bismarck wird der Spruch nachgesagt, der Balkan sei „nicht die Knochen eines einzigen pommerschen Grenadiers wert“. Winston Churchill bezeichnete den Balkan, als sich dieser nach dem deutschen Balkanfeldzug in der Hand des Dritten Reiches befand, als „Europas weichen Unterleib“.

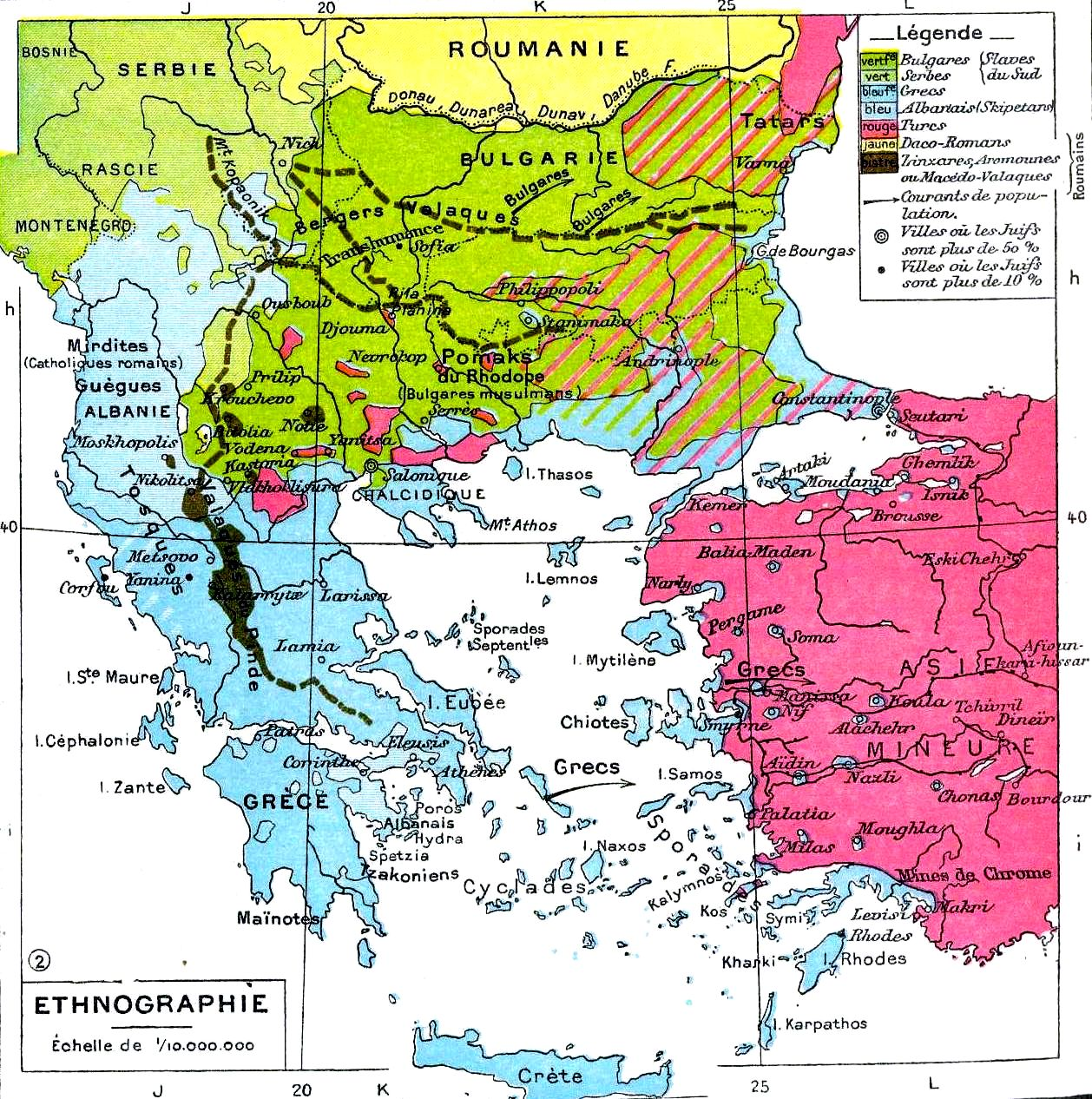
Ethnische Karte der Balkanhalbinsel vor dem Ausbruch des Ersten Balkankriegs, erstellt von Paul Vidal de la Blache

„Balkanische Zustände“ werden mit Chaos, Gewalt, Korruption, Rückständigkeit und Brutalität gleichgesetzt und dem „zivilisierten“ Europa gegenübergestellt. Diese Konnotation erfolgt regelmäßig auch in den Grenzräumen der Region, zum Beispiel in Kroatien und Rumänien. In der Kernregion selbst geht man mit dem Begriff mit weniger Vorbehalten um. So wurde im Jahr 1909 von den dortigen sozialdemokratischen Parteien eine föderative Balkanrepublik, 1934 zwischen der Türkei, Griechenland und Jugoslawien ein Balkanpakt zum Zweck der Machtabsicherung geschaffen.
Als wertneutraler Begriff bürgert sich nicht zuletzt aus diesen Gründen immer mehr der (geographisch nicht ganz deckungsgleiche) Terminus Südosteuropa ein. In einigen der sogenannten Balkanländer ist die Bezeichnung Balkan aber bisweilen ein durchaus positiv besetzter Begriff: In Bulgarien etwa ist Balkan Namensbestandteil vieler Unternehmen und touristischer Einrichtungen, wobei sich Balkan hier häufig auf das Balkangebirge bezieht, und Bulgaren pflegen ein recht positives Verhältnis zu ihrer „Balkan-Identität“. Ein Grund hierfür dürfte die Tatsache sein, dass das Balkangebirge über Jahrhunderte als Zufluchtsort verschiedener bulgarischer Freiheitskämpfer diente, wie beispielsweise der Heiducken im Kampf gegen die osmanische Herrschaft. Der neuere, überwiegend im Kontext der Europäischen Union verwendete Begriff „Westbalkan“ umfasst die Nachfolgestaaten Jugoslawiens ohne Slowenien, jedoch um Albanien ergänzt.
Anders ist die Situation in Kroatien, Ungarn oder Slowenien: Als ehemalige Bestandteile Österreich-Ungarns fühlen sich viele Bürger dieser Staaten mit traditionell katholischer Bevölkerungsmehrheit dem so genannten mitteleuropäischen Kulturkreis verbunden und distanzieren sich vom Balkan. Meistenteils distanziert sich auch Rumänien, dessen Fläche ungefähr zur Hälfte zu Österreich-Ungarn gehörte und zumindest durch die nördliche Dobrudscha auch in der Balkanregion vertreten ist, von dem geographischen Begriff. Auch Griechenland wird zumeist zu Südeuropa gezählt. Dennoch nehmen ebenso Slowenien, Kroatien, Ungarn, Rumänien und Moldau wie auch Bosnien-Herzegowina, Montenegro, Serbien, Nordmazedonien, Albanien, Griechenland, Bulgarien und die Türkei an den Balkanspielen, einem jährlich abgehaltenen Sportwettkampf (vornehmlich Leichtathletik), teil.

### Kulturelle Einflüsse
Die nach Osten hin offenen Küsten und die Durchgängigkeit des Nordens machen den Balkan von jeher zu einer wichtigen Brücke zwischen Asien und Europa, aber auch immer wieder zum Schauplatz von Konflikten, Kriegen und ethnischen Unruhen.
Zahlreiche historische Staaten spielten in der Kultur und Geschichte dieser Region eine bedeutende Rolle. Dazu gehörten das Römische und das Byzantinische Reich sowie später das Osmanische Reich, die Republik Venedig und Österreich-Ungarn. Auch Russland betrachtete auf Grund des dort verbreiteten orthodoxen Glaubens den Balkan häufig als sein Einflussgebiet, wobei es dabei ebenso wie andere genannte Länder auch territoriale Interessen verfolgte.
Da dieser Raum im 15. Jahrhundert endgültig unter die osmanische Herrschaft fiel, verstärkte sich auch die südosteuropäische Binnengrenze zwischen dem ungarisch-venezianisch beherrschten katholischen Raum und dem politisch und religiös nach Konstantinopel ausgerichteten Balkan. Mehr als die Hälfte der Einwohner aller Balkanstaaten hängt einer der orthodoxen Kirchen an. Im Westen der Balkanhalbinsel dominiert jedoch das römisch-katholische Christentum.
Zwischen Katholiken und Orthodoxen leben zudem zahlreiche vor allem slawische, albanische und türkische Muslime, insgesamt etwa ein Viertel aller Einwohner der Halbinsel. Unter den Muslimen sind sufische Bruderschaften sehr verbreitet. Die größten Bruderschaften sind die Halvetiyye und Bektaschiyye. Daneben haben aber auch die Qādirīya, Rifai und Naqschbandīya viele Tekkes auf der Balkanhalbinsel. Der Qādirīya-Orden verbreitete sich im 17. Jahrhundert von Anatolien her, wo er schon im 15. Jahrhundert von dem Dichter und Mystiker Eşref Rumi (gest. 1469) eingeführt worden war.
Während des Zweiten Weltkriegs und des Holocausts wurden die Juden auf dem Balkan, mit Ausnahme in Bulgarien und Albanien, verfolgt und ermordet. Die wenigen Überlebenden wanderten in den 1948 neu proklamierten Staat Israel aus. Kein Balkanland hat – abgesehen von der Türkei – heute noch eine nennenswerte jüdisch-sephardische oder jüdisch-aschkenasische Minderheit.

## Geographie

### Lage und Begrenzung
Die Halbinsel hat eine Fläche von etwa 500.000 Quadratkilometern, einschließlich der vorgelagerten Inseln. Sie wird nach Westen durch das Adriatische Meer, nach Südwesten durch das Ionische Meer, nach Südosten durch die Ägäis und das Marmarameer und nach Osten durch das Schwarze Meer begrenzt.
Nach Norden, zum Inneren des europäischen Kontinents hin, existiert keine geographisch ausgeprägte Grenzlinie. Als nördliche Grenze der Balkanhalbinsel werden in der Regel die Flüsse Donau und Save angenommen. Unterschiedliche Auffassungen gibt es hinsichtlich der Abgrenzung im äußersten Nordwesten und am Unterlauf der Donau. So wird entweder die Kupa (deutsch: Kulpa), oder die Una (beides Nebenflüsse der Save) als Nordwestgrenze betrachtet. Im ersten Fall wird Zentralkroatien bzw. das Gebiet der ehemaligen kroatischen Militärgrenze zum Balkan gerechnet, im zweiten Fall nicht. Eine andere gängige Definition sieht den Golf von Triest und das Ljubljana-Tal als Nordwestbegrenzung der Balkanhalbinsel, welche über die Save und Donau dann auch bis ans Schwarze Meer verläuft.
Der Fluss Kupa bildet die natürliche Grenze zwischen Slowenien und Kroatien im Südosten, die Save trennt Kroatien und Bosnien, und die Donau, der zweitgrößte europäische Fluss (nach der Wolga), bildet eine natürliche Grenze zwischen Bulgarien, Serbien und Rumänien.
Zum Balkan-Begriff zählt man manchmal auch die Walachei und Moldawien hinzu (wobei es zu Überlappungen zwischen dem geographischen und dem historisch-politischen Balkan-Begriff kommt). Selten wird auch die direkte Luftlinie zwischen Triest und Odessa als Abgrenzung verwendet.

### Relief

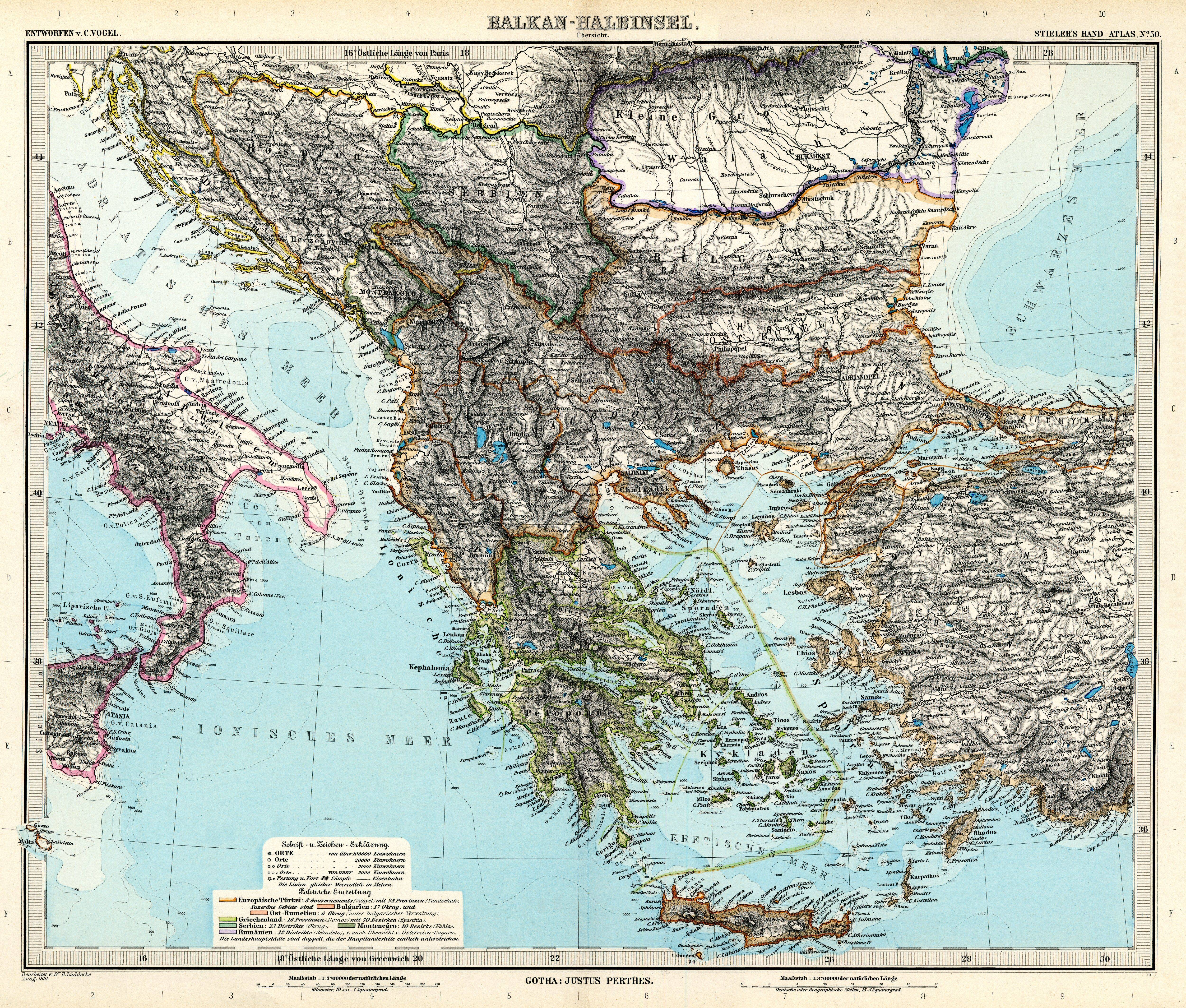
Physische Karte der Balkanhalbinsel nach Adolf Stielers Hand-Atlas (Gotha 1891)

Die Balkanhalbinsel besitzt ein ausgeprägtes Relief und verfügt aufgrund der vorhandenen Gebirgshindernisse über nur wenige natürliche Verkehrswege. Einzig die strategisch herausragende Morava-Vardar-Furche durchzieht die zentrale Balkanhalbinsel zwischen der Ägäis und der Donau in ihrer Gänze. Parallel zur Südwestküste der gebirgigen Halbinsel bildet das Dinarische Gebirge einen großteils verkarsteten, schwer zugänglichen Gebirgswall, der sowohl eine markante Klima- als auch Kulturscheide zur mediterranen Region darstellt.
Ein Nebeneinander von Hochgebirgen und Beckenlandschaften kennzeichnet das Innere der Balkanhalbinsel. Dabei sind die Becken entweder als Poljen (kroatisch, serbisch, bosnisch und slowenisch für „Feld“) im Karst angelegt (beispielsweise Mitteldalmatinisch-Herzegowinische Poljenstufe) oder tektonische Einsenkungen wie im Kosovo (Rrafsh i Dukagjinit/Metochien, Amselfeld), Nordmazedonien (Becken von Skopje, Kumanovo, Bitola und Tetovo) sowie den seenreichen, pelagonischen Becken (Ohrid, Prespa, Dojran und Ioannina). Ebenen sind in der albanischen Niederung, der slawonischen (Save-)Niederung, sowie den weiten Alluvialflächen der Donau ausgebildet. Als alte Kulturregion wurden die Städte zumeist an geographisch begünstigten Orten der Küsten und Flüsse gegründet. Die antike Stadtkultur entstammt den politisch-geographischen und kulturellen Gegebenheiten Griechenlands und wurde von den Römern systematisch auf die weiteren Bereiche der Balkanhalbinsel verbreitet. Eine urbane Erneuerung außerhalb der Kontinuität der kaufmännischen Seestädte erfolgt nach der Völkerwanderung aber erst durch das Auftauchen der Osmanen, die insbesondere die zentralen Bereiche der Balkanhalbinsel systematisch in ihr Wirtschaftssystem einbinden konnten.

#### Gebirgssysteme und Geologie
Die Balkanhalbinsel ist eine ausgesprochene Gebirgsregion. Jungalpidische Gebirge streichen von Nordwesten nach Südosten (Dinarisch-Hellenidischer Gebirgsbogen) und gehören zum das Mittelmeer umgebenden Faltengebirgsgürtel. Kristalline Massen, die geologisch älter und aus wasserundurchlässigen Graniten sowie Schiefern nebst Kalken aufgebaut sind, werden von den Rhodopen sowie Pirin, Rila und dem Balkangebirge gebildet. Höchste Gipfel finden sich im Rila (Musala 2925 m), Olymp (Mytikas 2917 m) und Pirin (Wichren 2911 m). Die stark verkarsteten Dinariden (Jezerca 2694 m) und Helleniden (im Pindos: Smolikas 2637 m) liegen den Küsten am Mittelmeer vor und bilden damit ausgesprochene Klima- und Kulturscheiden.

#### Küsten
Sowohl die Westküste (Slowenien, Kroatien, Bosnien und Herzegowina, Montenegro, Albanien, Griechenland) wie auch die Ostküste der Balkanhalbinsel (Rumanien, Bulgarien, Türkei, Griechenland) sind stark zerklüftet und in zahlreiche Inseln und Halbinseln aufgelöst. Die reich gegliederte Küstenregion Dalmatiens ist als Canaleküste, die griechische Ägäisküste als Riasküste, die Küsten zum Schwarzen Meer sowie die in Albanien sind dann als Niederungsküsten ausgebildet.
Zwischen den im Dinarischen Karst überwiegend kahlen, nur dünn besiedelten Gebirgen liegen zahlreiche mehr oder weniger fruchtbare Becken in Form von Karst bzw. Poljen (Grahovo, Nikšić). Erst die auffälligen großen tektonisch angelegten Becken des Kosovo sowie die Becken in Nordmazedonien (Pelagonisches Becken) mit ihren großen Seen tertiären Ursprungs (Ohridsee, Prespasee) bilden wirtschaftlich und geographisch bedeutsame Lebensräume, die dicht besiedelt sind.

### Gewässer
Die hydrologischen Systeme entwässern unterschiedlich stark in die angrenzenden Meere. Ein Großteil der Fließgewässer gehört zum Einzugsbereich des Schwarzen Meeres. Das adriatische Einzugsgebiet ist arm an oberflächlichen Fließgewässern (in den Dinariden nur Cetina, Neretva und Morača), zur Adria und Ägäis entwässern dagegen noch Drin, Nestos, Struma, Vardar und Mariza. Die wichtigsten der zahlreichen Nebenflüsse der Donau und Save sind Kupa, Bosna, Drina, Morava und Iskar.
Drei Einzugsgebieten, dem adriatischen, ägäischen und schwarzmeerischen hydrologisch zugehörend, sind insbesondere die wasserreichen Donauzuflüsse, die – mit Ausnahme des Tieflandstromes der Save – durch Schluchten und Canyons (Drina, Tara, Iskar) führen, von Bedeutung. Der Karpatendurchbruch der Donau im Eisernen Tor war bis ins 20. Jahrhundert ein bedeutendes Schifffahrtshindernis. Die zur Adria entwässernden Flüsse sind mit Ausnahme von Neretva und Morača, die in tiefen Canyons die Schwelle der Hochdinariden durchbrechen, von untergeordneter Bedeutung. Die größeren Gebirgsflusssysteme in Albanien und Griechenland (Drin, Vardar und Nestos) fließen in den Unterläufen durch weite alluviale Niederungen.
Die drei größten Seen der Halbinsel sind der Skutarisee (maximale Größe 570 km²), der Ohridsee (362 km²) und der Prespasee (273 km²), die sich alle im südwestlichen Teil des Balkan befinden.

### Klima
Die Balkanhalbinsel liegt am Übergang von der mediterranen zur kontinentalen Klimazone. Auf zwei Seiten vom Meer umgeben, nimmt die Ozeanität durch die im Westen der Halbinsel an der Küste exponiert der Westwindzone ausgesetzten Gebirge vom Küstensaum zum Landesinneren rapide ab. Damit ist das Klima schon in kürzerer Entfernung von der Meeresküste durch stärkere Kontinentalität und schneereiche Winter geprägt.
Die durch die Gebirgssysteme vor allem hygrisch und ventilatorisch stärker veränderten solaren Klimate der Balkanhalbinsel werden durch lokale, mesoskalige und makroskalig wirksame, das Klima stark modifizierende, Windesysteme geprägt. Darunter fallen die durch die Topographie bedingten Leewellen wie die kalte Bora und der warme Föhn, die vor allem im Gebirge wirksam sind, sowie die durch Unterschiede der Luftdruckgradienten bewirkten saisonalen makroskaligen Windsysteme der Košava, Meltemi und des Scirocco.
Die Gebirge des Balkans gliedern sich klimatisch in humid-temperate, submediterrane und mediterrane sowie subhumid-kontinentale Typen. Edaphische Abweichungen der generellen Typen ergeben sich in Karstgebieten in ansonsten humiden Klimaten. Zudem reihen sich Karstgebirge von den Julischen Alpen zur Peloponnes. Somit sind klimatische und edaphische Faktoren stärker kombiniert als in den Alpen, Pyrenäen oder Karpaten. Karstgebirge des Nordwestens sind generell humid, im Südosten semihumid bis semiarid.

### Vegetation

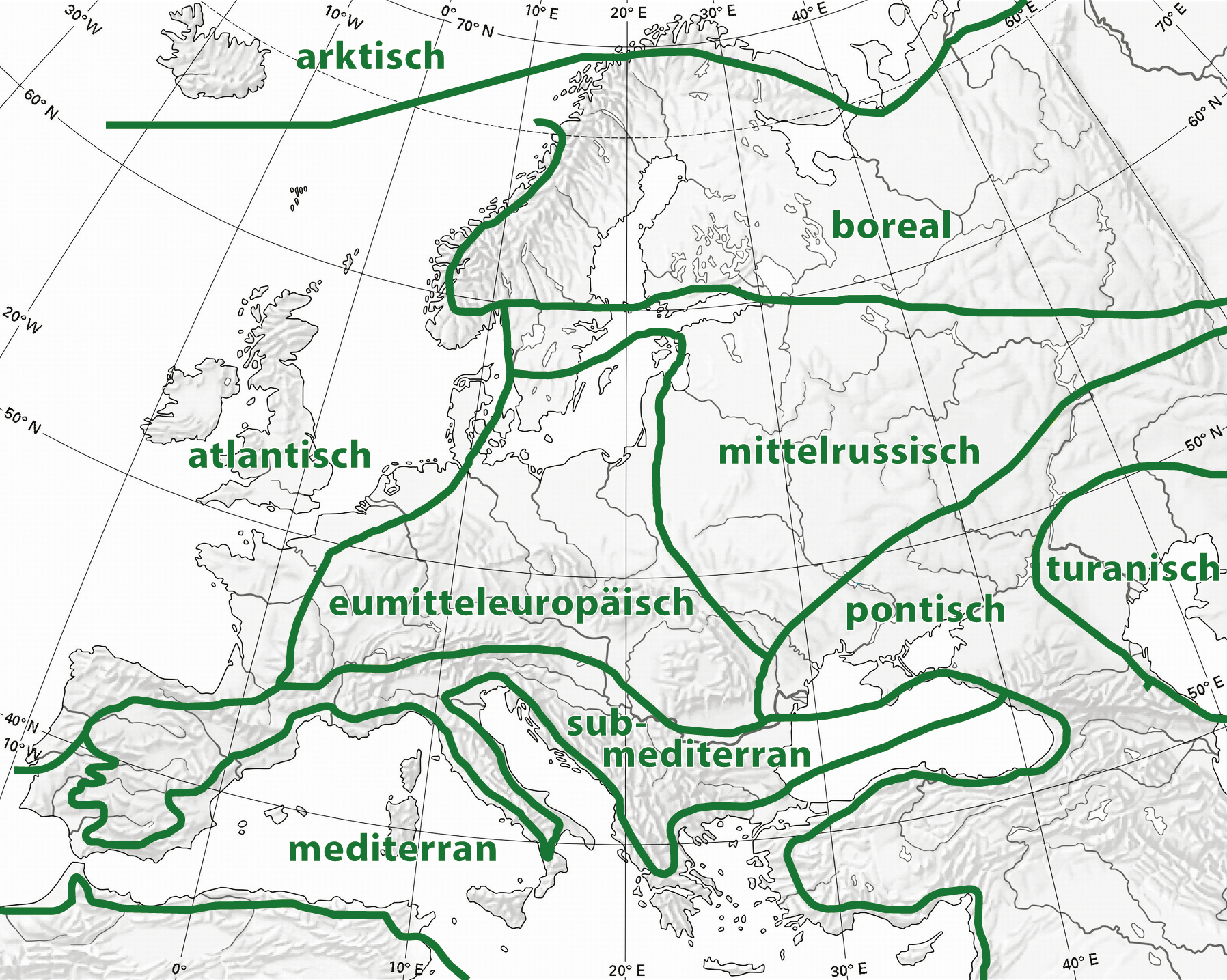
Florenregionen in Europa nach Wolfgang Frey und Rainer Lösch

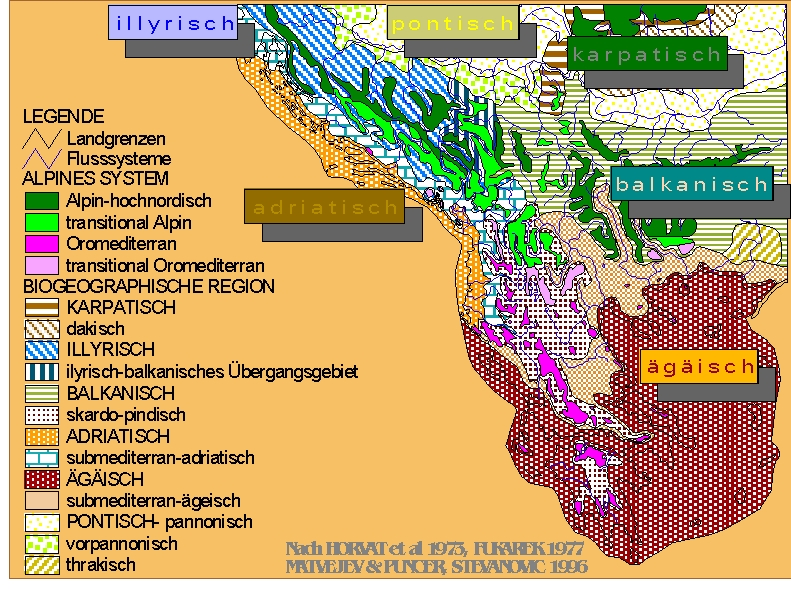
Phytogeographie der Balkanhalbinsel

Die Vegetation großer Ökosysteme (phytogeographische Territorien oder Vegetationsgürtel) ist ökologisch, chorologisch und floristisch-entwicklungsgeschichtlich sehr einheitlich. Durch das Relief und die Beziehungen, die sich aus der Lage, insbesondere zu den Meeren, ergeben, erfolgt innerhalb dieser Pflanzenreiche eine aus den klimatischen Faktoren und den Aspekten des Naturraumes differenzierte Vegetationsteilung.
Phytogeographisch ist die Balkanhalbinsel zunächst ein Teil des holarktischen Florenreiches. Sie ist weiter in zirkumboreale, mediterrane und pontische Regionen zu ordnen. Die zirkumboreal (oder submediterran) geprägte zentrale Balkanhalbinsel ist weiter in zwei Florenregion zu teilen, die nach den römischen Provinzen Illyricum und Moesia als illyrische und moesische Florenregion beschrieben werden. Der illyrische Westen ist basophil und ozeanisch geprägt, der moesische Osten acidophil und kontinental geprägt. Die reich gegliederte, dalmatinische Küste, Teile Südalbaniens sowie die Küsten Griechenlands und der Peloponnes gehören zur mediterranen Florenregion. Die Küste Dalmatiens gehört zur adriatischen Provinz der mediterranen Vegetationszone. Die epirotische und ägäische Küste mit den griechischen Inselgruppen sind Teil der ostmediterranen Florenregion. Ein Teil Thrakiens gehört schon zur pontischen Vegetationszone. Damit sind floristische Prinzipien vorgegeben. Unterschiede resultieren aus der Mischung der Horoelemente einzelner Gebiete, die wiederum von naturräumlichen Gegebenheiten und der Vegetationsgeschichte abhängen.
Nach Ost und West unterschieden sind insbesondere kolline Stufen: Illyrien ist Zentrum mesophiler Buchenwälder, die submontan bis subalpin dominieren, während in Moesien subalpine Fichten boreale Wälder bildet; die Eichen im Osten (Quercus frainetto, Zerreiche [Q. cerris]) werden im Westen durch humide Eichen-Hainbuchenwälder (Quercus petrea, Carpinus betulus) ersetzt. Die balkanische Region ist durch viele nur für sie typische (tertiäre) Arten bereichert, so den Griechischen Ahorn (Acer heldreichii), die Serbische Fichte (Picea omorika), die Gewöhnliche Rosskastanie (Aesculus hippocastanum), Corylus colurna, Pinus peuce, Pinus heldreichii, Ramonda serbica oder die Neumayer-Krugfrucht Amphoricarpos neumayerianus.

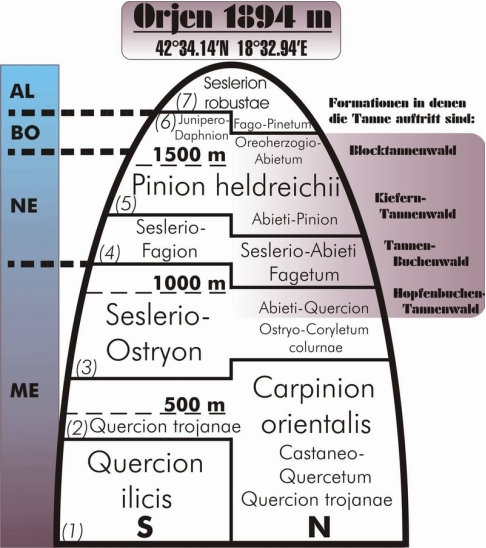
Zonierung der Vegetation der Balkanhalbinsel am Beispiel des Orjen

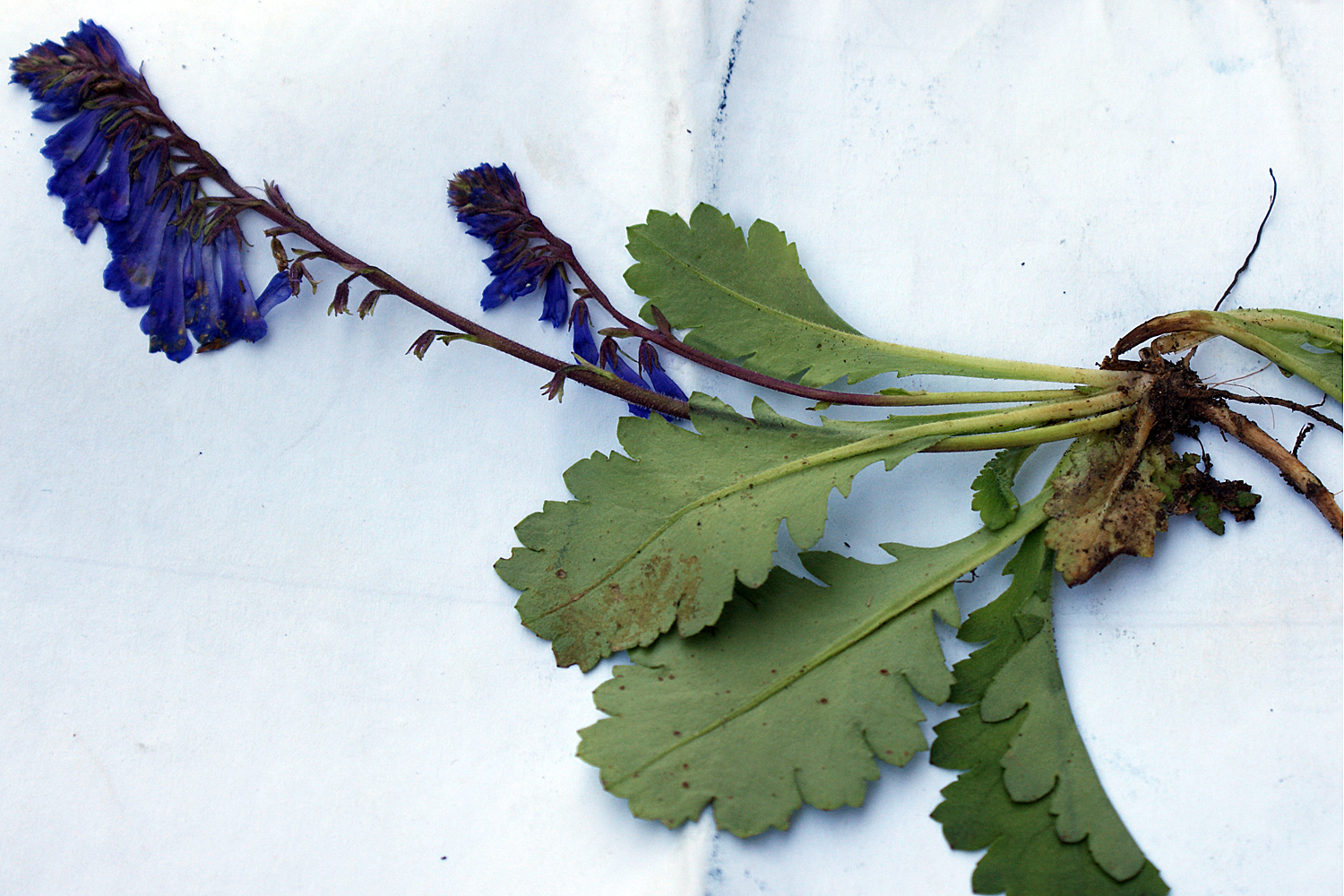
Wulfenia baldaccii, eine im Prokletije endemische Pflanze

Durch das ausgeprägte Relief, die vielfältige Topographie und die resultierende klimatische Vielfalt sowie aufgrund der subtropischen Lage und einer damit einhergehenden (im Vergleich zum übrigen Europa höheren) Klimagunst der Erdvergangenheit hat sich auf der Balkanhalbinsel die mit Abstand vielfältigste und artenreichste Vegetation des europäischen Kontinents entwickelt. Die Balkanhalbinsel beherbergt allein über 160 Gehölzarten und mehr als 7000 Kormophyten, von denen allein 3000 endemische Arten sind. Schon Turrill (1929) stellte auf der Balkanhalbinsel 6340 Arten fest. Im Vergleich mit den in der Flora Europaea (1964–1993) aufgeführten 10.500 Arten kommt der Balkanhalbinsel damit eine Schlüsselrolle in der europäischen Vegetationsgeschichte sowie als Endemitenzentrum auch der Rang eines Hotspots der Biodiversität zu. Folgende Konditionen sind dafür anzuführen:
- eine Flora, die viele tertiäre Arten enthält, welche hier die Eiszeiten überleben konnten;
- paläoendemische Relikte;
- Isolation der Landmassen, Inseln und Gebirgsgruppen. Änderungen des Meeresspiegels. Fragmentierung, Isolation und Migration von Arten, Bildung neuer Habitate;
- autonome Evolutionszentren der Nähe zu anderen Florenregionen;
- Einflussnahme des Menschen durch Zerstörung und Wechsel der natürlichen Landbedeckung, Schaffung neuer Habitate und Introduzierung neuer Arten.

Die Genese der balkanischen Flora vollzog sich während tertiärer, glazialer und postglazialer Phasen. Heute treten keine alten mesozoischen Vertreter wie in den Floren Ostasiens oder Argentiniens mehr auf. Der Basisbestand insbesondere der Waldflora ist dennoch seit der Kreide bekannt, so insbesondere die Eichen (Quercus), Buchen (Fagus), Kastanien (Castanea), Erlen (Alnus) und Weiden (Salix). Die thermophilere tertiäre Flora war an tropischen Elementen reicher als heute, wo nur eine kleine Zahl reliktischer Arten (Frauenhaarfarn [Adiantum capillus-veneris]), Gattungen (Yams [Dioscorea]) und Familien (Gesneraceae) überlebt hat. Außertropische tertiäre Formen sind dagegen reichlich vertreten, so Platanengewächse (Platanus), Rosskastanien (Aesculus hippocastanum), Tollkraut (Scopolia), Sibiraea, Thelygonum, Serbische Fichte (Picea omorika), Pinus peuce, Forsythia europaea und der Gemeine Flieder (Syringa vulgaris). Durch die isolierte Stellung – die nächsten Verwandten sind zumeist in Ostasien oder dem vorderen Orient zu finden – und die heterogene phytogeographische Genese, sind alle paläoendemischen Tertiärrelikte ökologisch und horologisch sehr differenzierte Vertreter unterschiedlicher vegetationsgeographischer Einheiten. Ebenfalls seit dem Tertiär erfolgte die Evolution der mediterranen Gebirgsflora, unabhängig arkto-alpiner Einflüsse.
Griechenland als endemitenreichster Teilraum besitzt 1100 endemische Arten. Der Endemismus beruht vor allem auf der hohen Spezifikation der illyrisch-balkanischen Florenprovinz. Die vergleichsweise höhere Artenvielfalt zu Alpen und Pyrenäen, durch größere petrographische Heterogenität als Pyrenäen und gegen die Alpen die Einbettung zwischen Florenprovinzen, macht die komplexen Dinariden zu dem auffälligen Endemitenzentrum mit hohem Artenpotential.
Die illyrische Provinz besitzt vier endemische Gattungen: Petteria, Halacsya, Haberlea, Jankaea. Endemiten sind Picea omorika (Serbien, Bosnien), Pinus peuce (Gebirge zwischen 41°-43° N), Primula deorum (Bulgarien), Saxifraga ferdinandi-coburgii, Petteria ramentacea (Dalmatien, Herzegowina, Montenegro, Nord-Albanien), Oxytropis prenja, Griechischer Ahorn (Acer heldreichii), Forsythia europaea (Nord-Albanien, Kosovo), Felsen-Moltkie (Moltkia petraea), Wulfenia baldaccii (Montenegro, Nord-Albanien), Haberlea rhodopensis (Bulgarien, Nordost-Griechenland), Ramonda serbica, Jankaea heldreichii (Olymp), Neumayer-Krugfrucht (Amphoricarpos neumayerianus), Cicerbita pancicii, Lilium jankae und Dioscorea balcanica (Montenegro, Nord-Albanien). Reliktarten der illyrisch-balkanischen Provinz sind die Europäische Hopfenbuche (Ostrya carpinifolia), Juglans regia, Syringa vulgaris, Baum-Hasel (Corylus colurna), Gewöhnliche Rosskastanie (Aesculus hippocastanum) etc.

## Politik
Folgende Staaten liegen komplett oder teilweise auf der Balkanhalbinsel: Albanien, Bosnien und Herzegowina, Bulgarien, Griechenland, Kosovo, Kroatien, Montenegro, Nordmazedonien und Serbien. Auch der europäische Teil der Türkei, ein kleiner Teil Rumäniens (Nord-Dobrudscha), sowie – wenn man den Karst als Nordwestgrenze ansieht – auch Teile Sloweniens und Italiens (ehemalige Provinz Triest) gehören zur Balkanhalbinsel.

## Bevölkerung
Die Balkanhalbinsel ist insbesondere bevölkert von Albanern, Bosniaken, Bulgaren, Griechen, Kroaten, Mazedoniern, Rumänen (Walachen, Aromunen), Serben, Slowenen und Türken. Außerdem bilden die Roma in mehreren Balkanländern eine große ethnische Minderheit, früher auch die sephardischen Juden und in Rumänien und Kroatien vorwiegend aschkenasische Juden, die heute nur in der Türkei eine nennenswerte Minderheit darstellen. Auch Armenier, Banater Schwaben, Donauschwaben, Lipowaner, Magyaren, Siebenbürger Sachsen, Slowaken, Tataren, Tschechen und Tscherkessen zählen zu den Minderheiten auf dem Balkan.

### Größte Agglomerationen
| Agglomeration | Einwohner | Stand | Quelle |
| ------------- | --------- | ----- | ------ |
| Istanbul      | 9.699.995 | 2018  | [ 16 ] |
| Athen         | 3.737.550 | 2011  | [ 17 ] |
| Belgrad       | 1.659.640 | 2011  | [ 18 ] |
| Sofia         | 1.202.761 | 2011  | [ 19 ] |
| Zagreb        | 1.107.623 | 2011  | [ 20 ] |
| Thessaloniki  | 1.011.940 | 2011  | [ 21 ] |
| Tirana        | 932.110   | 2011  | [ 22 ] |
| Skopje        | 668.518   | 2006  | [ 23 ] |

### Demographische Verstädterung
Die Balkanstaaten wiesen 2008 folgende Werte der demographischen Urbanisierung auf:
- Bulgarien: 71 %
- Türkei (mit asiatischem Teil) und  Nordmazedonien: je 67 %
- Griechenland: 61 %
- Montenegro: 60 %
- Kroatien: 57 %
- Rumänien: 54 %
- Serbien: 52 %
- Slowenien: 48 %
- Albanien und  Bosnien und Herzegowina: je 47 %

Demnach ist der Anteil der Landbevölkerung auf der Balkanhalbinsel bis heute deutlich höher als beispielsweise in Mitteleuropa.